# Педерсен, Руне
Руне Педерсен (норв. Rune Pedersen; род. 19 мая 1963, Мосс, Эстфолл) — норвежский футбольный судья. Арбитр ФИФА с 1989 по 2003 годы. После окончания карьеры рефери в течение десяти лет являлся Главой судейского корпуса Норвежской футбольной ассоциации.

## Карьера арбитра
С 1990 по 2000 годы 10 раз признавался лучшим арбитром Норвегии, лишь единожды — в 1993 году — уступив это звание Рою Хельге Ольсену.
В 1998 году Педерсен был включён в список судей на чемпионат мира во Франции. На мундиале отработал два матча: игру группового этапа Аргентины против Ямайки, а также четвертьфинальную встречу между Германией и Хорватией.